# Tiziano Ferro
Tiziano Ferro (født 21. februar 1980 i Latina) er en italiensk popsanger.